# David Eversley
David Eversley (geboren als Ernst Carl Eduard Eberstadt, 22. November 1921 in Frankfurt am Main; gestorben 3. Juli 1995 in Ashwell (Hertfordshire), Hertfordshire) war ein britischer Demograf deutschen Ursprungs.

## Leben
Ernst Eberstadt wuchs in Frankfurt auf und besuchte das Goethe-Gymnasium. Seine Familie floh 1937 nach Großbritannien, 1943 änderte sie den Familiennamen. Eberstadt besuchte die Leighton Park School der Quäker in Reading. 1940 wurde er als Enemy alien interniert. Nach seiner Freilassung leistete er Militärdienst in einem Pioneer Corps. Er heiratete im Jahr 1945 Edith Wembridge, die 1978 starb, sie hatten vier Kinder. Eversley war danach noch zweimal verheiratet. 
Eversley studierte Wirtschaftsgeschichte an der London School of Economics (LSE) und spezialisierte sich bei David Glass auf die Demografie. Er ging 1949 an die Birmingham University, wo er promoviert wurde und die akademische Karriereleiter relativ rasch erklomm. Er gründete 1962 die „West Midlands Social and Policy Research Unit“ und schuf damit ein Beratungsunternehmen für die Raumplanung.
Eversley ging 1966 als Reader zu Asa Briggs an die  Sussex University und erhielt 1969 einen Lehrstuhl für Demographie und Regionalstudien. Im Jahr 1969 wechselte er an den Greater London Council als Chief Planner (Strategy) und verteidigte in der Öffentlichkeit den „Greater London Development Plan“ und den Plan „Tomorrow's London“. 
Aufgrund interner Konflikte in der Bürokratie des Greater London Council zog er sich 1972 als Senior Research Fellow in das Londoner „Centre for Environmental Studies“ zurück und schrieb über die zurückliegenden Periode die Abrechnung The Planner in Society. 
Eversley war von 1981 bis 1983 Präsident der British Society for Population Studies, seit 1973 war er korrespondierendes Mitglied der Deutschen Akademie für Städtebau und Landesplanung. 

## Schriften (Auswahl)
- Rents and social policy. London : Fabian, 1955
- Social theories of fertility and the Malthusian debate. Oxford : Clarendon Press, 1959
- D. V. Glass, D. E. C. Eversley (Hrsg.): Population in history : Essays in historical demography. London : Arnold, 1965
- (Hrsg.): An Introduction to English historical demography : from the sixteenth to the nineteenth century. London : Weidenfeld and Nicolson, 1966
- The Planner in Society : the changing role of a profession. London : Faber & Faber, 1973
- Planung ohne Wachstum. Hannover : Akademie für Raumforschung und Landesplanung, 1976
- Wege zur Gemeinsamkeit in einer Zeit des Zwielichts. Richard-L.-Cary-Vorlesung. Bad Pyrmont : Religiöse Gesellschaft der Freunde (Quäker), 1978
- David Eversley; Wolfgang Köllmann (Hrsg.): Population change and social planning : social and economic implications of the recent decline in fertility in the United Kingdom and the Federal Republic of Germany. London : Arnold, 1982
- Religion and employment in Northern Ireland. London : Sage Publications, 1989